# Phổ Nhĩ
Phổ Nhĩ (tiếng Trung: 普洱市), Hán Việt: Phổ Nhĩ thị), là một địa cấp thị của tỉnh Vân Nam, Cộng hòa Nhân dân Trung Hoa. Trong phạm vi tỉnh Vân Nam, nó tiếp giáp với châu Đại Lý ở phía bắc, châu Sở Hùng và địa cấp thị Ngọc Khê ở phía đông bắc, châu Hồng Hà ở phía đông, châu Tây Song Bản Nạp ở phía nam, địa cấp thị Lâm Thương ở phía tây bắc. Nó cũng có đường biên giới với hai tỉnh Lai Châu và Điện Biên của Việt Nam ở phía đông nam, tỉnh Phôngsali của Lào ở phía nam và bang Shan của Myanmar ở phía tây.

## Lịch sử
Thời Nam Chiếu vùng đất Phổ Nhĩ ngày nay là kiểm Bộ Nhật (步日睑) thuộc tiết độ Ngân Sinh (银生节度). Sau khi nhà Nguyên tiêu diệt vương quốc Đại Lý, tại Phổ Nhĩ thiết lập chế độ điện, gọi là Phổ Nhật tư yêu điện (普日思么甸) . Năm Hồng Vũ thứ 6 (1384), nhà Minh đổi tên thành Phổ Nhĩ (普耳). Đến niên hiệu Vạn Lịch (1572-1620) chữ Nhĩ (耳) đổi thành Nhĩ (洱).
Địa cấp thị Phổ Nhĩ từ năm 1970 đến năm 2003 gọi là địa khu Tư Mao, từ tháng 10 năm 2003 đến tháng 1 năm 2007 gọi là địa cấp thị Tư Mao. Ngày 21 tháng 1 năm 2007, Quốc vụ viện Trung Quốc đã phê chuẩn và tới ngày 8 tháng 4 năm 2007 đổi tên địa cấp thị Tư Mao (思茅市) thành địa cấp thị Phổ Nhĩ (普洱), theo tên loại trà Phổ Nhĩ nổi tiếng của Vân Nam được sản xuất nhiều ở đây. Quận Thúy Vân (cũ) được đổi tên thành quận Tư Mao.

## Các đơn vị hành chính
Địa cấp thị Phổ Nhĩ quản lý 10 đơn vị cấp huyện như sau:
- Quận Tư Mao (思茅)
- Huyện tự trị dân tộc Di-Hà Nhì Ninh Nhĩ 宁洱哈尼族彝族自治县
- Huyện tự trị dân tộc Hà Nhì Mặc Giang 墨江哈尼族自治县
- Huyện tự trị dân tộc Di Cảnh Đông 景东彝族自治县
- Huyện tự trị dân tộc Thái-Di Cảnh Cốc 景谷傣族彝族自治县
- Huyện tự trị dân tộc Di-Hà Nhì-La Hủ Trấn Nguyên 镇沅彝族哈尼族拉祜族自治县
- Huyện tự trị dân tộc Hà Nhì-Di Giang Thành 江城哈尼族彝族自治县
- Huyện tự trị dân tộc Thái-La Hủ-Ngõa Mạnh Liên 孟连傣族拉祜族佤族自治县
- Huyện tự trị dân tộc La Hủ Lan Thương 澜沧拉祜族自治县
- Huyện tự trị dân tộc Ngõa Tây Minh 西盟佤族自治县

## Bản đồ
| Bản đồ                                                                                             | Bản đồ                     | Bản đồ                                | Bản đồ        | Bản đồ          | Bản đồ        |
| -------------------------------------------------------------------------------------------------- | -------------------------- | ------------------------------------- | ------------- | --------------- | ------------- |
| Tư Mao Ninh Nhĩ Trấn Nguyên Cảnh Đông Cảnh Cốc Mặc Giang Tây Minh Mạnh Liên Lan Thương Giang Thành |                            |                                       |               |                 |               |
| Tên                                                                                                | Chữ Hán                    | Bính âm                               | Dân số (2018) | Diện tích (km²) | Mật độ (/km²) |
| Quận Tư Mao                                                                                        | 思茅区                     | Sīmáo Qū                              | 317.000       | 3.876           | 82            |
| Huyện tự trị dân tộc Di-Hà Nhì Ninh Nhĩ                                                            | 宁洱哈尼族彝族自治县       | Níng'ěr Hānízú Yízú Zìzhìxiàn         | 194.000       | 3.666           | 53            |
| Huyện tự trị dân tộc Hà Nhì Mặc Giang                                                              | 墨江哈尼族自治县           | Mòjiāng Hānízú Zìzhìxiàn              | 369.800       | 5.289           | 70            |
| Huyện tự trị dân tộc Di Cảnh Đông                                                                  | 景东彝族自治县             | Jǐngdōng Yízú Zìzhìxiàn               | 370.200       | 4.455           | 83            |
| Huyện tự trị dân tộc Thái-Di Cảnh Cốc                                                              | 景谷傣族彝族自治县         | Jǐnggǔ Dǎizú Yízú Zìzhìxiàn           | 300.800       | 7.518           | 40            |
| Huyện tự trị dân tộc Di-Hà Nhì-La Hủ Trấn Nguyên                                                   | 镇沅彝族哈尼族拉祜族自治县 | Zhènyuán Yízú Hānízú Lāhùzú Zìzhìxiàn | 215.000       | 4.148           | 52            |
| Huyện tự trị dân tộc Hà Nhì-Di Giang Thành                                                         | 江城哈尼族彝族自治县       | Jiāngchéng Hānízú Yízú Zìzhìxiàn      | 128.200       | 3.429           | 37            |
| Huyện tự trị dân tộc Thái-La Hủ-Ngõa Mạnh Liên                                                     | 孟连傣族拉祜族佤族自治县   | Mènglián Dǎizú Lāhùzú Wǎzú Zìzhìxiàn  | 142.500       | 1.893           | 75            |
| Huyện tự trị dân tộc La Hủ Lan Thương                                                              | 澜沧拉祜族自治县           | Láncāng Lāhùzú Zìzhìxiàn              | 503.300       | 8.733           | 58            |
| Huyện tự trị dân tộc Ngõa Tây Minh                                                                 | 西盟佤族自治县             | Xīméng Wǎzú Zìzhìxiàn                 | 96.200        | 1.259           | 60            |